# Vuelta a España 1950
La 9.ª edición de la Vuelta a España se disputó, tras su no celebración el año anterior, entre el 17 de agosto y el 10 de septiembre de 1950, con un recorrido de 3932 km dividido en 22 etapas, tres de ellas dobles, con inicio y fin en Madrid.
Tomaron la salida 42 corredores, 34 de ellos españoles, logrando acabar la prueba tan solo 26 ciclistas. 
El vencedor, el español Emilio Rodríguez, cubrió la prueba a una velocidad media de 29,118 km/h y también se impuso en la clasificación de la montaña. En esta edición el maillot de líder cambió del hasta entonces habitual naranja, al color amarillo, a semejanza del Tour de Francia.
De las etapas disputadas dieciséis fueron ganadas por ciclistas españoles destacando en esta faceta Emilio Rodríguez que logró 4 triunfos de etapa. 

## Etapas
| Etapa  | Recorrido                    | Km       | Ganador de la etapa | Líder de la clasificación general |
| 1.ª    | Madrid-Valladolid            | 190      | Omer Braeckeveldt   | Omer Braeckeveldt                 |
| 2.ª    | Valladolid-León              | 133      | Rik Evens           | Omer Braeckeveldt                 |
| 3.ª    | León-Gijón                   | 148      | Emilio Rodríguez    | Omer Braeckeveldt                 |
| 4.ª a  | Gijón-Torrelavega            | 167      | Agustín Miró        | Omer Braeckeveldt                 |
| 4.ª b  | Torrelavega-Santander        | 78       | Emilio Rodríguez    | Emilio Rodríguez                  |
| 5.ª    | Santander-Bilbao             | 177      | Antonio Gelabert    | Emilio Rodríguez                  |
| 6.ª    | Bilbao-Irún                  | 240      | Emilio Rodríguez    | Emilio Rodríguez                  |
| 7.ª    | Irún-Pamplona                | 109      | Emilio Rodríguez    | Emilio Rodríguez                  |
| 8.ª a  | Pamplona-Tudela              | 90 (CRI) | Bernardo Capó       | Emilio Rodríguez                  |
| 8.ª b  | Tudela-Zaragoza              | 176      | Bernardo Ruiz       | Emilio Rodríguez                  |
| 9.ª    | Zaragoza-Lérida              | 144      | Umberto Drei        | Emilio Rodríguez                  |
| 10.ª   | Lérida-Barcelona             | 167      | José Serra          | Emilio Rodríguez                  |
| 11.ª   | Barcelona-Tarragona          | 150      | Rik Evens           | Emilio Rodríguez                  |
| 12.ª   | Tarragona-Castellón          | 194      | Luis Navarro        | Emilio Rodríguez                  |
| 13.ª   | Castellón-Valencia           | 65 (CRI) | Antonio Sánchez     | Emilio Rodríguez                  |
| 14.ª   | Valencia-Murcia              | 265      | Umberto Drei        | Emilio Rodríguez                  |
| 15.ª   | Murcia-Lorca                 | 117      | Umberto Drei        | Emilio Rodríguez                  |
| 16.ª   | Lorca-Granada                | 222      | Alighiero Ridolfi   | Emilio Rodríguez                  |
| 17.ª   | Granada-Málaga               | 183      | Umberto Drei        | Emilio Rodríguez                  |
| 18.ª   | Málaga-Cádiz                 | 268      | Antonio Gelabert    | Emilio Rodríguez                  |
| 19.ª a | Cádiz-Jerez de la Frontera   | 56 (CRI) | Andrés Trobat       | Emilio Rodríguez                  |
| 19.ª b | Jerez de la Frontera-Sevilla | 100      | José Serra          | Emilio Rodríguez                  |
| 20.ª   | Sevilla-Mérida               | 200      | Victorio García     | Emilio Rodríguez                  |
| 21.ª   | Mérida-Talavera de la Reina  | 228      | Bernardo Capó       | Emilio Rodríguez                  |
| 22.ª   | Talavera de la Reina-Madrid  | 117      | Emilio Rodríguez    | Emilio Rodríguez                  |

## Clasificaciones
En esta edición de la Vuelta a España se diputaron tres clasificaciones que dieron los siguientes resultados:
| \| 1. \| Emilio Rodríguez \| España \| 134h 49' 19" \| \| \| 2. \| Manuel Rodríguez \| España \| + 15' 30" \| \| \| 3. \| José Serra \| España \| + 16' 05" \| \| \| 4. \| Bernardo Ruiz \| España \| + 19' 16" \| \| \| 5. \| Umberto Drei \| Italia \| + 25' 23" \| \| \| 6. \| Senén Mesa \| España \| + 31' 44" \| \| \| 7. \| Bernardo Capó \| España \| + 36' 29" \| \| \| 8. \| Alighiero Ridolfi \| Italia \| + 46' 38" \| \| \| 9. \| Antonio Gelabert \| España \| + 47' 03" \| \| \| 10. \| Jesús Loroño \| España \| + 1h 00' 26" \| \| |                   |        |              |  |
| 1. | Emilio Rodríguez  | España | 134h 49' 19" |  |
| 2. | Manuel Rodríguez  | España | + 15' 30"    |  |
| 3. | José Serra        | España | + 16' 05"    |  |
| 4. | Bernardo Ruiz     | España | + 19' 16"    |  |
| 5. | Umberto Drei      | Italia | + 25' 23"    |  |
| 6. | Senén Mesa        | España | + 31' 44"    |  |
| 7. | Bernardo Capó     | España | + 36' 29"    |  |
| 8. | Alighiero Ridolfi | Italia | + 46' 38"    |  |
| 9. | Antonio Gelabert  | España | + 47' 03"    |  |
| 10. | Jesús Loroño      | España | + 1h 00' 26" |  |

| \| 1. \| Emilio Rodríguez \| España \| 40 puntos \| \| 2. \| José Serra \| España \| 30 puntos \| \| 3. \| Jesús Loroño \| España \| 17 puntos \| |                  |        |           |
| 1. | Emilio Rodríguez | España | 40 puntos |
| 2. | José Serra       | España | 30 puntos |
| 3. | Jesús Loroño     | España | 17 puntos |

| \| 1. \| España \| España \| \| \| |        |        |  |  |
| 1.                                 | España | España |  |  |